# Episodi di LEGO Legends of Chima (prima stagione)
La prima stagione di LEGO Legends of Chima, composta da venti episodi (o, in alcune edizioni in cui il primo e secondo episodio vengono uniti, 19) è stata trasmessa per la prima volta il 16 gennaio 2013 negli USA e il 22 febbraio 2013 in Italia.
Essendo la più lunga di tutte le stagioni, nelle edizioni in DVD è stata divisa in due parti di 10 episodi ciascuna, chiamate rispettivamente "LEGO Legends of Chima: il Leone, il Coccodrillo e il Potere del Chi" e "LEGO Legends of Chima: Chi, Tribù e Tradimenti".
Il logo, che varia in ogni stagione, è la scritta "Legends of CHIMA" in lettere dorate, con un chi che fa da puntino della i.
| n° | Titolo originale       | Titolo italiano               | Prima TV USA      | Prima TV Italia  |
| -- | ---------------------- | ----------------------------- | ----------------- | ---------------- |
| 1  | The Legend of Chima    | Come tutto ebbe inizio        | 16 gennaio 2013   | 22 febbraio 2013 |
| 2  | The Great Story        | La grande storia              | 16 gennaio 2013   | 22 febbraio 2013 |
| 3  | Warrior Within         | Spirito guerriero             | 27 marzo 2013     | 30 giugno 2013   |
| 4  | The Joy Ride           | Scorribanda                   | 10 luglio 2013    | 27 ottobre 2013  |
| 5  | Market Day             | Giorno di mercato             | 24 luglio 2013    |                  |
| 6  | Attack On Eagle Spire  | Attacco al picco delle aquile | 31 luglio 2013    |                  |
| 7  | The Hundred Year Moon  | La luna del centesimo anno    | 7 agosto 2013     |                  |
| 8  | The Biggest Race Ever  | La gara decisiva              | 21 agosto 2013    |                  |
| 9  | Gorillas Gone Wild     | I gorilla si arrabbiano       | 28 agosto 2013    |                  |
| 10 | Foxtrot                | Caos alle corse               | 12 settembre 2013 |                  |
| 11 | The CHI Jackers        | I ladri di CHI                | 19 settembre 2013 |                  |
| 12 | Balancing Act          | Ristabilire l'equilibrio      | 26 settembre 2013 |                  |
| 13 | Crocodile Tears        | Lacrime di coccodrillo        | 3 ottobre 2013    |                  |
| 14 | Fake CHI, Real Trouble | Cragger e il falso CHI        | 10 ottobre 2013   |                  |
| 15 | Ravens VS. Eagles      | Corvi contro aquile           | 17 ottobre 2013   |                  |
| 16 | Reunion Gone Wrong     | Una riappacificazione fallita | 24 ottobre 2013   |                  |
| 17 | Laval In Exile         | L'esilio di Laval             | 7 novembre 2013   |                  |
| 18 | The Black Cloud        | La nube nera                  | 14 novembre 2013  |                  |
| 19 | Chima Falls            | Le cascate di Chima           | 21 novembre 2013  |                  |
| 20 | For Chima!             | Per Chima!                    | 5 dicembre 2013   |                  |

## Come tutto ebbe inizio
La giovane aquila Eris sta volando tranquillamente quando viene catturata dal re dei coccodrilli Cragger che le rivela di stare per attaccare il tempio dei leoni per impossessarsi del chi prima di indossare la sua corona a mo' di maschera.
Laval è un giovane principe dei leoni che si prepara alla sua Cerimonia dell'Evoluzione, dove potrà per la prima volta usare il chi. Quando è sul punto di farlo però, la cerimonia viene interrotta dall'attacco dei coccodrilli di Cragger e dei loro alleati lupi e corvi. Cragger ruba il chi di Laval e scappa inseguito da quest'ultimo sui loro Speedorz. Laval riesce a raggiungere e battere Cragger ma durante lo scontro a Cragger cade la corona e Laval lo riconosce.
In un lungo flashback viene mostrato che Laval e Cragger erano migliori amici nonostante le loro differenze e che un giorno Cragger convinse Laval ad intrufolarsi nel tempio dei leoni per vedere il chi prima di essere abbastanza grandi per la Cerimonia dell'Evoluzione. Una volta arrivati, nonostante Laval cerchi di fermarlo, Cragger non resiste alla tentazione di provare il chi ma, essendo troppo giovane, perde il controllo e Lagravis, padre di Laval e re dei leoni, lo arresta. Questo fa molto arrabbiare il re Crominus e la regina Crunket, i genitori di Cragger, che si rifiutano di credere a quello che è successo e accusano Laval. Entrambe le parti si rifiutano di scusarsi e i coccodrilli se ne vanno arrabbiati. Qualche giorno dopo Cragger prova di nuovo a rubare del chi e viene scoperto, ma riesce a scappare e, spaventato, lancia un segnale di pericolo che attira sia l'armata dei coccodrilli che quella dei leoni. I due eserciti si scontrano nella regione delle zanne, famosa per essere molto instabile e pericolosa, infatti si apre un crepaccio proprio sotto il mezzo dei genitori di Cragger. Cragger taglia la corda che i teneva il mezzo di Lagravis legato a quello dei suoi genitori e chiede una sfera del chi per salvare i suoi genitori lui stesso ma Lagravis gliela rifiuta e il re e la regina sprofondano nella Gola della Caduta Senza Fine.
Nel finale viene mostrato che il re e la regina dei coccodrilli sono sopravvissuti ma sono bloccati sul fondo della Caduta Senza Fine. Nella palude dei coccodrilli Crooler, sorella di Cragger, cerca di convincerlo ad incolpare i leoni per quello che è successo e attaccarli.
- Nota: come in tutti gli inizi di stagione, questo episodio non ha sigla e il logo della serie e il titolo dell'episodio appaiono alla fine della scena iniziale.

## La grande storia
Continuando il flashback dell'episodio precedente, Crooler fa annusare a Cragger un fiore della persuasione, una pianta capace di ipnotizzare, convincendolo così che i leoni sono i loro nemici.
Al tempio dei leoni Lagravis racconta di nuovo a Laval la Grande Storia, che narra di come da semplici animali i leoni e le altre creature di Chima hanno bevuto l'acqua del chi, evolvendosi, tuttavia alcuni animali scelsero di non farlo e lasciarono Chima, secondo la leggenda questi Animali Leggendari torneranno quando Chima avrà bisogno di loro.
Intanto si svolge la sfida mensile per lo speciale chi d'oro, che Laval vince nonostante il tentativo di barare di Worriz il lupo, che viene umiliato. Cragger si presenta a gara conclusa e, arrabbiato per non aver potuto partecipare, aggredisce Eris, Laval allora lo insegue ma si ritrova in trappola quando Cragger lo attira nella giungla cadente. Laval sta per essere sconfitto ma l'intervento di Eris e del gorilla Gorzan lo salva e fa scappare Cragger.
Mentre Laval si prepara per la sua Cerimonia dell'Evoluzione Cragger riunisce i lupi e i corvi per attaccare il tempio, facendo leva sulla rabbia di Worriz e sull'avidità del corvo Razar, alla cui tribù offre gioielli e tesori.
Il flashback si conclude con il ritorno alla battaglia del tempio, dove, grazie a Lagravis, sono arrivate le tribù delle aquile e dei gorilla in soccorso dei leoni. Alle Rocce Eterne Laval si rifiuta di finire Cragger, che si infuria e lo butta in acqua lasciandolo affogare e torna dalle sua armate, che nel frattempo stanno vincendo. Laval viene salvato con sua grande sorpresa dal Leone Leggendario, che lo riporta al tempio. Alla vista dell'Animale Leggendario la battaglia si ferma, solo Cragger, ancora sotto l'effetto del fiore della persuasione, cerca di combatterlo, venendo facilmente sconfitto. Laval può finalmente usare il suo chi mentre Cragger e i suoi alleati sono costretti a ritirarsi.
- Nota: questo episodio non comincia con il riassunto del precedente, contrariamente a quelli seguenti. Inoltre non ha sigla e il logo della serie e il titolo dell'episodio appaiono alla fine della scena iniziale.

## Spirito guerriero
Alla distribuzione del chi, Cragger e Crooler si presentano pretendendo di avere il chi destinato alla loro tribù. Nonostante Laval non sia d'accordo Lagravis insiste a rispettare l'equilibrio di Chima e dà a Cragger le sfere dei coccodrilli. Laval è convinto che i coccodrilli useranno il chi contro di loro e perciò decide di seguirli e prenderselo. Sorprendentemente i coccodrilli rinunciano al chi ma poco dopo Cragger, sempre controllato da Crooler, denuncia Laval davanti alla sua tribù per convincerli ad attaccare di nuovo i leoni. Laval nel frattempo ha incontrato Eris, che gli ha fatto cambiare idea, e si presenta dai coccodrilli per scusarsi. Siccome questo farebbe fallire il piano di Crooler Cragger provoca Laval fino a farlo gridare che la tribù dei coccodrilli non avrà mai più chi. Avendo sentito, i coccodrilli attaccano Laval che è costretto a scappare. Messo alle strette, Laval decide di buttare il chi nella Caduta Senza Fine. Prima di esserci buttato a sua volta dai coccodrilli infuriati, viene salvato all'ultimo da Eris. L'aereo di Eris viene però abbattuto dai coccodrilli.
Nel frattempo Gorzan ha trovato un fiorellino sulla strada principale e sta bloccando il passaggio a tutti, compresi i corvi e i lupi che Cragger ha chiamato ad aiutarlo. Gorzan arriva a combattere Worriz pur di tenere al sicuro il fiore.
Laval scappa al confine con le Terre Esterne sperando che il Leone Leggendario verrà ad aiutarlo, ma proprio quando gli sembra di vederlo Cragger e i suoi coccodrilli lo circondano. A salvare Laval è di nuovo Eris che ha chiamato i rinforzi dei leoni e delle aquile. Cragger si ritira lasciando a Laval il dubbio se l'Animale Leggendario non lo abbia aiutato perché vuole che batta Cragger con le sue sole forze o perché ha buttato via del chi. Proprio in quel momento avviene un terremoto, segno che l'equilibrio di Chima è disturbato.
Nel finale Eris e Laval, che ha deciso per vergogna di tenere nascosto quello che ha fatto con il chi dei coccodrilli, si riuniscono con Gorzan, che ha capito che la strada non è il posto giusto per un fiore e lo ha spostato su una collina.
- Nota: questo episodio è il primo a contenere il riassunto dei precedenti fatto da Lagravis e la sigla, con al termine il logo della serie e il titolo dell'episodio presentati su uno sfondo uniforme.

## Scorribanda
Laval sta pulendo la sala delle mappe quando viene raggiunto da Eris che lo convince a fare un giro per i posti più belli di Chima mentre Lagravis è dalla tribù dei rinoceronti per convincerli a firmare un trattato contro i coccodrilli. Arrivati sulla cima della montagna a spirale Laval dimentica il freno a mano e il cingolato di suo padre precipita dal monte, venendo distrutto.
Lagravis nel frattempo si ritrova a fare i conti con la stupidità dei rinoceronti ed è costretto a rinunciare al trattato.
Eris e Laval vanno dalla tribù dei castori, famosi per essere degli abili riparatori, sperando di fare in tempo a riportare il cingolato al tempio prima del ritorno di Lagravis. Dai castori i due scoprono che la tribù sta già lavorando a un progetto: una diga per deviare l'acqua del chi nella palude dei coccodrilli. Mentre Lagravis viene intercettato sulla via del ritorno dai lupi, Eris e Laval convincono i castori a lasciare la diga per riparare il cingolato e combattono contro Cragger e Crooler per abbattere la diga. Cragger riesce a battere Laval ma, quando usa un chi per potenziarsi e finirlo, causa lui stesso il crollo della diga, già indebolita da Eris. L'acqua travolge Laval che si risveglia nella sua camera con Eris che gli spiega che tutto è stato sistemato ma che i castori, una volta finito di riparare il cingolato, gli hanno installato sopra delle ali, facendo così capire a Lagravis quello che è successo.

## Giorno di mercato
È il giorno della gara per il chi d'oro e le tribù di Chima si riuniscono al tempio dei leoni per il mercato. Laval e Eris fanno un giro per gli stand, incontrano Skinnet la puzzola e litigano con il corvo Razar perché i corvi stanno vendendo merce rubata. Alla fine del giro Laval scopre che il suo Speedorz, fatto con pietre tribali cadute dal Monte Cavora, è stato rubato e torna dai corvi per riaverlo, scoprendo che è stato ridipinto. I corvi si rifiutano di ammettere che lo Speedorz è di Laval e, dopo una lite, Eris convince Laval a offrire qualcosa in cambio, i due si inventano di pagare lo Speedorz con una scatola di nulla, essendo l'unica cosa che i corvi non hanno. I corvi accettano sapendo di poter facilmente rivendere la scatola ai rinoceronti e Laval si prepara per la gara. Poco prima dell'inizio, però, si scopre che il chi d'oro è stato rubato e sostituito con un falso. Laval riconosce la vernice del falso chi d'oro come quella messa sul suo Speedorz e parte all'inseguimento dei corvi. Una volta raggiunti, i corvi accettano di restituire il chi d'oro e di lavare lo Speedorz di Laval, spiegando di averlo usato come diversivo per ordine di Cragger, che arriva in quel momento. Cragger vorrebbe prendere il chi d'oro ma l'arrivo delle altre tribù, anche loro arrabbiate per il furto, lo costringe a rinunciare. La gara può finalmente cominciare con Cragger che decide di partecipare e vincere comunque il chi d'oro. Nell'ultimo tratto Worriz butta Laval fuori pista, rivelando di essere stato pagato da Crooler. Cragger è convinto di aver vinto, ma Worriz gli spiega che l'accordo prevedeva solo di non far vincere il leone prima di buttare fuori anche lui, vincendo la gara.
Tornati nella palude dei coccodrilli Crooler presenta a Cragger il piano per attaccare il picco delle aquile.

## Attacco al picco delle aquile
Eris ha portato Laval a visitare il picco delle aquile, dove è impossibile arrivare a meno di non saper volare. Cragger e Crooler stanno preparando un attacco usando la pianta palloncino, che permetterebbe ai loro soldati di raggiungere il picco sorprendendo le aquile. I coccodrilli però hanno paura di usare la pianta perché molto instabile perciò Crooler incarica il corvo Ripnik di rubare il Dente della Lupa, una zanna lasciata ai lupi dal loro Animale Leggendario e la loro reliquia più sacra, e di incastrare le aquile. Pazzi di rabbia i lupi chiedono l'aiuto di Cragger per attaccare le aquile dato che hanno un solo elicottero e Cragger fornisce loro la pianta palloncino.
La mattina dopo, Eris e Laval visitano il campo dei lupi per capire il motivo dei loro ululati della notte prima ma lo trovano vuoto e vengono attaccati dal cucciolo Wonald che dice loro dell'attacco in corso. Al picco le aquile sono colte completamente di sorpresa ma Laval e Eris arrivano in loro soccorso con Laval che chiama suo padre per dei rinforzi. Dato che i lupi hanno distrutto gli aerei delle aquile, Laval paga i corvi per portare i leoni sul picco. La tribù accetta, ma si fanno pagare dai lupi per portare i leoni in un'imboscata. 
Laval e Eris vedono Ripnik rubare il Dente della Lupa a Cragger, con l'intenzione di rivenderlo ai lupi, e lo inseguono. I corvi nel frattempo scoprono il piano di Cragger e Crooler di tirare giù il picco con delle catene per eliminare aquile, leoni e lupi in un solo colpo e, preoccupati di perdere i loro clienti, rompono le catene salvando le tribù. I lupi vorrebbero continuare a combattere ma Laval e Eris sono riusciti a convincere Ripnik a restituire il Dente, minacciandolo di rivelare ai lupi che il ladro era lui. Con la "miracolosa" riapparizione del Dente i lupi si ritirano e la battaglia finisce.

## La luna del centesimo anno
Le aquile scoprono che si sta avvicinando la luna del centesimo anno, un evento in cui ogni cento anni la luna si tinge di viola e influenza i lupi, facendoli diventare più forti, feroci e incontrollabili. Preoccupati, i leoni chiedono ai lupi di avvertire le tribù di Chima di restare nascoste durante quella notte, cosa che loro accettano di fare. Venuta a sapere della luna viola Crooler rapisce la cucciola di gorilla G'loona e la incatena alle Rocce Eterne, sperando che lei e chiunque provi a salvarla vengano trovati dai lupi. Nel frattempo Skinnet rifiuta di barricarsi assieme ai leoni raccontando una leggenda secondo la quale la luna viola trasforma la sua puzza in un profumo che calma i lupi.
La luna del centesimo anno ha inizio e i lupi vagano per Chima distruggendo tutto sul loro passaggio. Gorzan arriva al tempio dei leoni per chiedere aiuto a Laval per cercare G'loona, ai due si unisce anche Eris. Appena usciti i lupi li attaccano ma quando hanno ormai distrutto i loro mezzi arriva Skinnet che li salva con il suo profumo. G'loona intanto viene trovata da Wonald, che è vegetariano ed è stato attirato dal profumo delle sue banane, G'loona sfrutta allora la fame e l'olfatto del cucciolo di lupo per farsi portare alla foresta dei gorilla. Nel frattempo l'intera tribù è uscita a cercarla, imbattendosi però nei lupi.
Una volta arrivata, G'loona viene accolta da Laval, Eris e Skinnet che cercano di calmare Wonald dandogli tutte le banane che ci sono. I gorilla vengono costretti a ritirarsi ma proprio quando i lupi si lanciano alla carica scivolano sulle bucce di banana buttate da Wonald. Arriva l'alba e i lupi tornano normali. Sfortunatamente Skinnet non si rende conto in tempo che la luna viola è finita e, pensando di profumare ancora e di dover fermare i lupi, appesta con un'enorme puzza l'intera foresta.

## La gara decisiva
È di nuovo il momento di gareggiare per il chi d'oro e la sfera del mese si rivela essere particolarmente grande e potente, tanto che Crooler sta già progettando di barare per far vincere il fratello. Poco prima della gara Laval si accorge che il suo Speedorz ha bisogno di riparazioni, ma si dimentica quando scopre che questo mese parteciperà Dom de la Woosh, un vecchio pavone ex campione di Speedorz e idolo d'infanzia di Laval e Cragger. Il coccodrillo sembra per di più essere amico di Dom de la Woosh ma quando Laval cerca di avvicinarlo non dà segno di ricordare la passione per il corridore.
Inizia la gara e Laval rimane indietro per via del suo Speedorz guasto. Non avendo scelta, il leone decide di usare del chi per potenziarsi, arrivando rapidamente in testa, ma perde il controllo e finisce in una pozza d'acqua riempita di piranha da Crooler. Laval viene salvato da un misterioso corridore mascherato che senza dire una parola vince facilmente la gara venendo soprannominato Shadowind dal commentatore Equila per la sua velocità.
Cragger cerca di seguire Shadowind per scoprire chi è, venendo seguito a sua volta da Laval e Eris, ma il misterioso corridore semina tutti e tre. Prima di andarsene Cragger si lascia sfuggire una frase che fa capire a Laval che lui si ricorda della loro amicizia, riempiendo di speranza il leone.
Sulla via del ritorno, Laval e Eris incontrano Dom de la Woosh che confessa loro di essere stato pagato da Cragger per distrarre gli altri corridori e farlo vincere e di essere pentito. Prima di separarsi il pavone dice a Laval che senza Shadowind avrebbe vinto lui.

## I gorilla si arrabbiano
I gorilla stanno festeggiando la crescita del Fiore Torre, un fiore grande quanto un albero che sboccia solo una volta nella vita di un gorilla, quando Cragger arriva e, scambiando il gambo del fiore con un tronco d'albero, lo abbatte per allenamento. I gorilla infuriati si lanciano all'inseguimento del coccodrillo.
Al tempio dei leoni Laval e suo padre ricevono la visita di G'loona che chiede l'aiuto loro e delle aquile contro i coccodrilli, che i gorilla vogliono attaccare nella loro stessa palude.
I coccodrilli vengono presi di sorpresa e stanno perdendo perciò Crooler prende il controllo, rimproverando il fratello per i suoi errori. Crooler attira i gorilla in una trappola facendoli impantanare nel fango. In quel momento arrivano i leoni che attirano i coccodrilli lontano dai gorilla, Crooler riesce però ad usare la sua conoscenza della palude per condurre i leoni in una nuova trappola. Con i coccodrilli distratti Laval e le aquile riescono a liberare i gorilla che soccorrono i leoni, spedendo i coccodrilli sulla cima degli altissimi alberi della palude. La battaglia sembra vinta ma Cragger, infuriato, riesce ad abbattere l'aereo di Eris su cui si trova anche Laval, che precipita nella palude. Laval riesce ad evitare di cadere in acqua aggrappandosi a delle piante palloncino ma Cragger le fa scoppiare una per una. Laval cade ma scopre di trovarsi sopra una secca e sconfigge Cragger.
I gorilla festeggiano la vittoria con i loro alleati mentre Cragger, seccato per il modo in cui Crooler lo ha trattato, decide di lasciarla sull'albero dove è rimasta bloccata come punizione.

## Caos alle corse
Laval assiste al tentativo di Cragger di catturare il misterioso corridore Shadowind, che però fallisce. Crooler, rassegnata all'incompetenza del fratello, chiede allora l'aiuto dei lupi. Worriz le spiega allora che i lupi sono vincolati dal Giuramento del Branco, un documento con cui i lupi si impegnano a servire il re dei coccodrilli creato ai tempi di re Crominus, che ha insegnato ai lupi la forza dell'unità e li ha convinti a formare un branco. Crooler si propone allora di distruggere il Giuramento in cambio dell'aiuto dei lupi. Worriz accetta.
Il giorno della gara per il chi d'oro la volpe Furty, ingaggiata da Worriz, racconta in giro che le varie tribù stanno progettando di barare, creando un clima di sfiducia e competitività, Furty scopre inoltre che il rinoceronte Rogon si è innamorato di Eris. Quando la gara inizia le varie tribù, convinte dalle chiacchiere, barano e si accusano a vicenda di avere barato per primi. Presto la gara si trasforma in una rissa collettiva. Shadowind vince ancora e se ne va con il chi d'oro mentre Lagravis ordina alle guardie del tempio di riportare l'ordine.
Con il tempio vuoto, Crooler e i lupi entrano e cominciano a rubare tutto il chi, ma, prima che possano scappare tramite un varco aperto nelle mura, vengono raggiunti da Cragger. Quando i lupi stanno per attaccarlo, Laval, Eris e Rogon arrivano in suo soccorso. Trovandosi da solo contro Cragger e Laval, Worriz chiama in suo aiuto Windra, che con il suo elicottero colpisce Rogon, che stava facendo da scudo a Eris. Cragger cerca di impedire a Worriz di scappare, ma viene buttato giù dall'elicottero. Laval si trova allora a dover scegliere se salvare Cragger o impedire a Crooler e i lupi di fuggire con il chi rubato, scegliendo l'ex amico. Rogon chiede un bacio di Eris ma, dopo averlo ricevuto, rivela di non essersi fatto niente, irritando l'aquila. Alla Gola della Caduta Senza Fine, una Crooler afflitta dai sensi di colpa butta via il Giuramento come d'accordo. 
L'ultima scena mostra una figura nell'ombra, apparentemente un coccodrillo, trovare il Giuramento sul fondo della Gola e raccoglierlo. 

## I ladri di CHI
Dopo quello che è successo i leoni hanno proibito i raduni vicino al loro tempio, costringendo le tribù a venire a prendere il loro chi a turni. Alla palude Crooler scopre che il suo fiore della persuasione è appassito e Cragger, libero dal suo controllo, la caccia. Nel frattempo i lupi approfittano della situazione per intercettare le varie tribù di ritorno a casa dopo aver prelevato il loro chi e derubarle. Venutolo a sapere i leoni organizzano una scorta per i corvi ma i lupi approfittano della loro assenza e del fatto che non sono ancora riusciti a riparare il varco nelle loro mura, per attaccare il tempio e svuotare la pozza del chi. I leoni ora non hanno chi nemmeno per attivare le armi, e sono quindi vulnerabili ad un altro attacco. Nel frattempo lo squilibrio portato dai lupi comincia a causare dei terremoti. Nonostante tutto questo Lagravis rifiuta la proposta del figlio di tenere del chi in più per combattere i lupi, ribadendo ancora una volta l'importanza di mantenere l'equilibrio. Laval vede Shadowind e lo segue fino all'accampamento dei lupi, dove il misterioso corridore dona a Laval un chi d'oro e distrae i lupi per dare al leone il tempo di usarlo per riparare le mura del tempio.
I leoni adesso possono permettersi di scortare le tribù, ma i lupi attaccano la scorta rubando di nuovo il chi degli orsi. A Laval viene allora in mente di trasportare il chi via aria, con l'aiuto delle aquile ma i lupi li attaccano di nuovo usando dei cannoni e il loro elicottero. Dopo una lunga battaglia Eris riesce ad abbattere Windra ma un colpo di uno dei cannoni fa cadere il chi dall'aereo, che però per fortuna finisce nelle mani dell'orso Bladvic, a cui era destinato.

## Ristabilire l'equilibrio
Laval e le aquile continuano a consegnare il chi alle tribù, ma lo squilibrio di Chima comincia a causare delle tempeste che fanno precipitare Eris, quando la polvere si dirada, Laval si rende conto che lui e Eris sono in bilico sulla Gola della Caduta Senza Fine.
Crooler nel frattempo cerca di vedere Cragger dopo aver raccolto dei nuovi fiori della persuasione, ma le guardie la bloccano e glieli sequestrano. Prova allora ad allearsi nuovamente con Worriz, ma viene respinta.
Laval prova a calarsi nella Gola per recuperare il chi con una corda dei gorilla portata da Gorzan, ma quando è sul punto di recuperare il chi arriva un'altra tempesta che fa cadere l'aereo di Eris e perdere la presa sulla corda a Gorzan.
All'accampamento dei lupi Crooler approfitta di una tempesta per rubare tutto il loro chi e scappa inseguita dall'intero branco.
Laval è riuscito a non cadere e, raggiunto il chi, usa una sfera per potenziarsi e scalare fino in cima.
Crooler lancia un segnale di pericolo, Cragger nel frattempo scopre i fiori sequestrati dalle sue guardie e ne annusa uno per sbaglio. Crooler arriva alla palude ma viene raggiunta dai lupi, che si riprendono il chi. Cragger, di nuovo sotto l'effetto del fiore, promette di punirli.
Laval, Eris e Gorzan stanno andando a consegnare l'ultimo pacco di chi quando incontrano l'intera tribù dei lupi. Riescono fortunatamente a scappare e i lupi sono costretti a rinunciare a inseguirli perché vengono attaccati dai coccodrilli. Vedendo questo Laval vorrebbe tornare ad aiutare Cragger ma i suoi amici non sono d'accordo e si allontanano. Dopo una breve battaglia che i lupi vincono facilmente, l'intera tribù dei coccodrilli viene catturata.

## Lacrime di coccodrillo
I lupi hanno imprigionato tutti i coccodrilli tranne Crooler nel loro accampamento. Laval tenta di convincere il padre a liberarli ma Lagravis dice che non hanno abbastanza chi e hanno bisogno delle altre tribù, che probabilmente non vorranno aiutare i coccodrilli.
Laval e Eris vanno allora nella discarica dei corvi, dove vengono organizzate corse di Speedorz clandestine da quando sono finite quelle ufficiali. Il leone spera di trovare Shadowind e convincerlo ad aiutarli. Razar si offre di aiutarli se lo battono in una gara.
Crooler si presenta dai lupi e li informa che gli anziani di Chima hanno incaricato Skinnet di osservare come vengono trattati i coccodrilli per decidere se salvarli o meno. Dato che i loro mezzi sono stati danneggiati durante la battaglia i lupi non possono reggere un attacco e decidono quindi di dare ai coccodrilli qualunque cosa chiedano per far vedere che li trattano bene, almeno per il momento. I coccodrilli cominciano subito ad approfittarne chiedendo cibo raffinato, bevande fresche e persino spettacoli di burattini.
Alla discarica Laval vince la gara e Razar, che grazie alla sua vincita ha fatto un mucchio di soldi, gli presenta uno Shadowind sospettosamente basso e malmesso, Eris pensa che possa essere un trucco ma Laval non la ascolta, persino quando "Shadowind" si schianta attirando tutti i lupi il leone crede che l'abbia fatto apposta per fornire un diversivo agli altri due. I lupi nel frattempo non ne possono più delle richieste assurde dei coccodrilli e, quando fiutano l'arrivo di Laval e Eris, decidono di fingersi deboli per lasciare che liberino i prigionieri. Laval e Eris raggiungono facilmente le gabbie e liberano i coccodrilli, che non ne sono per niente contenti ma li seguono.
Il giorno dopo Razar riceve la visita dello "Shadowind" che aveva presentato a Eris e Laval, che si rivela essere Furty, che per di più non aveva mai guidato uno Speedorz prima ma ha accettato di fingere di essere il misterioso corridore per una parte dei profitti.

## Cragger e il falso CHI
Crooler non ha più fiori per controllare il fratello e cerca di procurarsene uno da Razar, che la indirizza da un alchimista ibrido mezza aquila e mezzo corvo di nome Regula. Regula dice di poterla aiutare ma, invece del fiore, le offre uno speciale chi artificiale da lui creato in laboratorio. Crooler è entusiasta ma quando Cragger lo viene a sapere invece di usarlo per conquistare Chima come lei sperava decide di regalarlo alle varie tribù per farsi perdonare per quello che ha fatto. Cragger inizia quindi un giro per tutta Chima gettando chi alle tribù incontrate lungo il cammino, tranne i lupi. L'ultima tappa del giro è proprio la discarica dei corvi, ma lì Razar rivela che quelle sfere si chiamano "chi del pollo ballerino" perché dopo un po' chi ne fa uso comincia a comportarsi come un pollo che cerca di volare. Cragger torna da Regula che rivela che questo è sempre stato il suo piano: dato che fin da piccolo non è mai riuscito a volare ed è stato escluso da tutte le tribù per via della sua condizione di ibrido, ha creato le sue sfere di chi per rendere gli abitanti di Chima come lui.
Laval nel frattempo sta consegnando il chi regolare, dopo essersi difeso dagli attacchi dei lupi, e scopre quello che ha fatto Cragger, notando anche che le tribù si stanno tutte comportando come polli.
Cragger cerca di liberarsi del falso chi rimasto ma viene interrotto da Laval. Mentre il coccodrillo cerca di spiegare i due vengono catturati dai lupi, che trovano il chi falso e decidono di usarlo per attaccare i leoni. Il leone e il coccodrillo, che stavano per avvertirli, decidono allora di fingersi spaventati e lasciarli fare. I lupi fanno in tempo a raggiungere le mura del tempio prima di cominciare a starnazzare anche loro, venendo sconfitti e umiliati.
Nella scena finale Laval e Cragger danno a Regula delle piante palloncino per permettergli di volare, inizialmente l'ibrido è felice, ma quasi subito le piante scoppiano.

## Corvi contro aquile
Eris confessa nel suo diario di provare dei sentimenti per Rogon, per poi nascondere il libro nella grande biblioteca delle aquile. Alla discarica dei corvi Razar apprende da Eglor che sul picco delle aquile tutto è di tutti e chiunque può prendere qualunque cosa. Poco tempo dopo, Razar e i corvi si presentano al picco delle aquile e cominciano a prendere tutto quello che riescono.
Laval e Cragger stanno tornando amici, con grande rabbia di Crooler. Lei allora va da Gorzan con un fiore della persuasione appassito per chiedere aiuto al gorilla. Gorzan si rifiuta di aiutarla, allora Crooler butta il fiore nel fuoco davanti ai suoi occhi. Questo produce una strana nebbia che la fa addormentare, nel sonno Crooler sogna di essere diventata potentissima e che regnare su tutta Chima sia il suo destino.
Le aquile cercano di fermare i corvi, che però le imbrogliano e si barricano dentro la loro biblioteca. Eris fa loro notare che però da lì dentro non potranno più vendere niente a nessuno e che chiunque nel frattempo può usare la loro pista di Speedorz gratis. I corvi decidono allora di andarsene, tranne Razar, che si rifiuta di non avere fatto neanche un affare. Quando arriva Eris, il corvo rivela di aver trovato il suo diario e la ricatta. Eris lo attacca e i due volano lontani dal picco.
In uno dei mercatini dei corvi, Ripnik si rende conto che nessuno è interessato a comprare le cose delle aquile e abbandona tutto, in quel momento arriva Crooler che trova un libro proprio sul suo fiore che spiega che le radici sono più potenti del fiore stesso.
Durante l'episodio, Laval e Cragger hanno radunato sulla cima della montagna a spirale tutti i loro amici delle varie tribù. Quando anche Eris e Razar si schiantano lì, il corvo ridà all'aquila il diario in cambio della promessa di non rivelare a nessuno che è passato un giorno intero senza che riuscisse a guadagnare qualcosa. I due si uniscono agli altri e tutti insieme decidono di firmare un nuovo trattato di pace tra le tribù, il Trattato dell'Amicizia.

## Una riappacificazione fallita
Laval, Cragger, Eris, Worriz, Gorzan, Razar, Rogon e Bladvic si riuniscono alle Rocce Eterne per discutere del trattato di pace, con Crooler che serve bibite e Skinnet come mediatore neutrale.
Proprio quando sono sul punto di firmare, Crooler lancia nel fuoco le radici del fiore della persuasione, sprigionando la nebbia del destino. Gli 8 si addormentano e hanno un sogno condiviso in cui tutti sentono di aver scoperto il loro destino, Cragger sente che il suo è dominare Chima e per questo attacca Laval. Quando Cragger riesce a calciare via il leone, anche il vero corpo di Laval finisce nell'acqua, per fortuna Skinnet, che si scopre essere immune alla nebbia, lo salva. Skinnet è in realtà depresso perché sembra che lui non abbia un destino. I due cercano di tirare fuori anche gli altri, ma falliscono. Quando sente un lieve terremoto, Laval capisce che la pozza del chi sta producendo un nuovo chi d'oro e che questa è la soluzione al loro problema. Va dunque al tempio e, sapendo che le regole non permettono a nessuno di prendere un chi d'oro senza averlo vinto, lo ruba, convincendo il padre a lasciarlo passare.
Cragger sta per distruggere tutti gli altri quando Laval arriva e riesce a spostare tutti via dalla nebbia giusto in tempo. Una volta fuori, gli occhi di Cragger sono diventati rossi e lui sembra essere tornato come era quando Crooler lo controllava e se ne va promettendo di compiere il suo destino.
Lagravis riesce a convincere i leoni anziani a non punire Laval per il furto del chi d'oro ma lui confessa di aver sentito che il suo destino è quello di essere un grande leader, e per questo decide di accettare comunque la punizione, che si rivela essere l'esilio.
Alla palude dei coccodrilli Cragger fa imprigionare Crooler, volendo dominare Chima da solo. Poco dopo la palude e gran parte di Chima vengono invase dalle puzze di Skinnet, che ha deciso di accettare il suo destino, ovvero essere esattamente quello che è.

## L'esilio di Laval
Laval è stato condannato all'esilio. Questo vuol dire che vagherà per Chima senza che nessuno possa parlargli per il resto della sua vita. Prima di partire saluta suo padre e gli amici che sono venuti a dirgli addio. Dopo essere passato dalle varie tribù Laval si ritira sulla cima della montagna a spirale, dove incontra Skinnet e il piviere Plovar, che decidono di diventare i suoi compagni di esilio. Laval però non sopporta che i due trattino la cosa come un gioco e cerca di allontanarsi.
Cragger nel frattempo approfitta dell'assenza di Laval e rapisce Lagravis, lasciando i leoni senza un leader.
Laval arriva intanto nella regione delle zanne dove incontra Shadowind. Il misterioso corridore consegna a Laval il Giuramento del Branco. Skinnet riconosce la linfa sul foglio e dice che proviene dalle Terre Esterne, dove solo lui può andare dato che il suo "dono speciale" gli permette di superare le piante carnivore che circondano Chima.
Plovar va nella palude dei coccodrilli per pulire i denti di Cragger, ma lui lo caccia e gli taglia le piume della coda. Lagravis scopre di essere stato imprigionato con Crooler, che gli racconta di essere in realtà nata prima di Cragger ma è l'unica a ricordarselo e perciò tutti credono che l'erede al trono sia lui. Per questo lei è sempre stata trascurata dai suoi genitori, decidendo così di usare il fratello come una marionetta per regnare non solo sui coccodrilli ma su tutta Chima.
Laval viene informato da Plovar della cattura di suo padre e decide di salvarlo. Va quindi da Cragger e gli offre in cambio il Giuramento del Branco, su cui è stata aggiunta una scritta che sembra venire dai genitori del coccodrillo. Per un momento gli occhi di Cragger tornano normali e lui accetta di rilasciare Lagravis. Avendo visto che i coccodrilli si stanno preparando per attaccare di nuovo il tempio dei leoni Laval decide di accettare di tornare a casa con suo padre, dicendo però che un giorno dovrà tornare in esilio.
- Nota: la sequenza di immagini durante la quale Laval passa a salutare le varie tribù è accompagnata dalla canzone Horizon, della stessa band che ha composto la sigla della serie.

## La nube nera
Una misteriosa nube nera comparsa dal nulla sta volando attorno al Monte Cavora. Quando le aquile cercano di avvicinarsi la nube le attacca ma si distrae per mettersi a seguire Shadowind.
Eris atterra e dice a Laval di non aver capito se la nube stava inseguendo il corridore o se lui la stava guidando. Cragger ascolta la conversazione e scopre da Crug e Crawley che è stato proprio Shadowind a dare a Laval il Giuramento del Branco e che i due lo hanno scoperto da Plovar. Credendo che Shadowind sia la chiave per trovare i suoi genitori, Cragger chiede l'aiuto di Plovar ma il piviere, ancora arrabbiato per la perdita delle sue piume, chiede in cambio una giornata di obbedienza dal coccodrillo.
Laval e Eris cercano nel frattempo di indagare sulla nube nera, ma inutilmente. Decidono allora di seguire le tracce di Shadowind, che li conducono al confine con le Terre Esterne. Lì incontrano Cragger, che dopo essere stato umiliato da Plovar una volta di troppo gli ha tagliato di nuovo le piume della coda. Con l'arrivo dei due Cragger capisce che Plovar lo ha preso in giro e non lo può portare da Shadowind. Ordina allora a Crug e Crawley di andare nelle Terre Esterne ma i due vengono subito risputati indietro dalle piante carnivore del confine. Improvvisamente ricompare la nube nera e si dirige verso il Monte Cavora.
Laval è sempre più preoccupato che la nube possa danneggiare l'unica fonte di chi di tutta Chima e per questo riunisce tutte le tribù davanti al tempio dei leoni per combatterla. Con gran sorpresa di Lagravis si presentano anche i corvi, i lupi e i coccodrilli di Cragger.
Le tribù aprono il fuoco contro la nube nera, che si ritira verso le Terre Esterne. Mentre le tribù festeggiano alcune cascate del Monte Cavora si bloccano smettendo di dare acqua del chi.

## Le cascate di Chima
Le tribù di Chima stanno festeggiando tutte insieme la loro vittoria contro la nube nera. Perfino gli occhi di Cragger sono tornati normali, ma tornano rossi quando tutti si accorgono che le cascate del Monte Cavora hanno smesso di dare acqua del chi. Cragger accusa allora Laval di avere distrutto Chima, che senza chi è condannata e riesce a mettere tutte le tribù contro il leone. Un improvviso terremoto permette però ai leoni di chiudersi nel loro tempio mentre le altre tribù tornano nelle loro case.
Dopo aver volato in cerca della nube nera le aquile informano i leoni di aver notato molti lupi nella palude dei coccodrilli. Laval e Eris vanno a spiare e vedono Cragger mostrare alla tribù il Giuramento del Branco come prova del suo destino. Impressionati, dato che niente è mai tornato dalla Caduta Senza Fine, i lupi accettano di aiutare i coccodrilli ad attaccare i leoni.
Resosi conto di avere bisogno di alleati Laval e Eris si assicurano l'amicizia dei gorilla e degli orsi. Ci provano anche con i rinoceronti, ma scoprono che Cragger li ha preceduti, comprandoli con delle rocce. Neanche i tentativi di Eris di ragionare con Rogon riescono a cambiare le cose. L'ultima tappa dei due è la discarica dei corvi, che però trovano vuota, quindi Laval lascia loro un messaggio.
Di ritorno al tempio dei leoni Laval e Eris vedono degli aerei dei corvi sorpassarli e sentono la terra tremare. Pensano che sia un nuovo terremoto e che i corvi stiano rispondendo al loro messaggio ma si sbagliano. I corvi infatti li attaccano e il tremare della terra è dovuto alle tribù dei coccodrilli, lupi e rinoceronti che marciano verso il tempio dei leoni.
La battaglia finale per Chima è cominciata.

## Per Chima!
Laval e Eris stanno correndo verso il tempio dei leoni inseguiti dalle armate di Cragger. Vengono soccorsi all'ultimo dai leoni accorsi a difendere il loro principe. Laval riesce quindi a chiamare in aiuto le tribù alleate. Cragger però lo aveva previsto e manda i corvi e i rinoceronti a intercettare rispettivamente le aquile e i gorilla. Rogon decide invece di andare da Eris per combattere al suo fianco.
Cragger ordina ai coccodrilli e ai lupi di usare le loro ultime sfere di chi per potenziarsi tutti contemporaneamente. L'effetto è così devastante che spazza via le difese dei leoni. A questo punto Cragger attacca direttamente Laval per impedirgli di chiudere il ponte levatoio che separa le mura dal tempio. Dopo un lungo duello il ponte levatoio si ritira sotto i piedi dei due, che precipitano. Durante la caduta Laval riesce a spingere Cragger sopra di lui, facendogli da scudo con il suo corpo e apparentemente sacrificandosi. Questo gesto fa tornare Cragger in sé definitivamente. Il coccodrillo, pentito, piange la perdita dell'amico. I leoni organizzano un ultimo disperato attacco contro i nemici. Cragger ordina alle sue armate di aspettarlo e entra di nascosto nella camera di Laval, dove scopre però una lettera dell'amico che spiega di aver finto la sua morte perché aveva notato Shadowind fargli cenno ed è quindi andato da lui. Nella lettere Laval si raccomanda di non perdere mai la speranza, riempiendone il cuore di Cragger.
Quando ormai i leoni sono stati definitivamente sconfitti Cragger arriva giusto in tempo per veder arrivare Laval. Con gran sorpresa di tutti il leone arriva a bordo del Coccodrillo Leggendario, e con lui c'è la regina Crunket, la madre di Cragger. Davanti alle tribù riunite Laval racconta di averli trovati grazie a Shadowind, che per la prima volta ha parlato dicendo: "per Chima". La regina Crunket rivela che la nube nera è opera di delle nuove tribù delle Terre Esterne che per ora hanno solo bloccato le cascate ma progettano di rubare tutto il chi e hanno imprigionato non solo re Crominus ma anche tutti gli altri Animali Leggendari.
Quella sera gli 8 giovani leader di Chima si riuniscono per preparare la partenza: andranno tutti insieme nelle Terre Esterne per liberare gli Animali Leggendari e salvare Chima!